# Faixa de imposto
As faixas de imposto são as divisões em que as alíquotas mudam num sistema de imposto progressivo (ou num sistema de imposto explicitamente regressivo, embora isso seja mais raro). Essencialmente, as faixas de imposto são os valores de corte para o rendimento tributável - o rendimento para além de um determinado ponto é tributado a uma taxa mais elevada.

## Exemplo
Imagine que existem três faixas de imposto: 10%, 20% e 30%. A taxa de 10% aplica-se aos rendimentos de $1 a $10.000; a taxa de 20% aplica-se aos rendimentos de $10.001 a $20.000; e a taxa de 30% aplica-se a todos os rendimentos acima de $20.000.
De acordo com este sistema, alguém que ganhe $10.000 é tributado a 10%, pagando um total de $1.000. Alguém que ganhe $5.000 paga $500, e assim por diante.
Entretanto, alguém que ganhe $25.000 enfrenta um cálculo mais complicado. A taxa sobre os primeiros $10.000 é de 10%, de $10.001 a $20.000 é de 20%, e acima disso é de 30%. Assim, pagam $1.000 pelos primeiros $10.000 de rendimento (10%), $2.000 pelos segundos $10.000 de rendimento (20%), e $1.500 pelos últimos $5.000 de rendimento (30%). No total, pagam $4.500, ou seja, uma taxa média de imposto de 18%.
Na prática, o cálculo é simplificado utilizando a forma de declive pontual ou de interceção de declive da equação linear para o imposto sobre um escalão específico, quer como imposto sobre o montante inferior do escalão mais o imposto sobre o montante marginal dentro do escalão:
{\displaystyle {\displaystyle \$3\,000+(\$25\,000-\$20\,000)\times 30\%=\$3\,000+\$1\,500=\$4\,500,}}
ou o imposto sobre a totalidade do montante (à taxa marginal), menos o montante que este exagera o imposto na parte inferior do escalão.
{\displaystyle {\displaystyle \$25\,000\times 30\%-\$3\,000=\$7\,500-\$3\,000=\$4\,500.}}